# 河合あすか
河合 あすか（かわい あすか、1973年12月25日 - ）は、日本の元ヌードモデル。
神奈川県出身（マドンナメイトでは埼玉県としている）。血液型:B型。身長:158cm。スリーサイズ:B83・W58・H87。
いわゆるヘアヌード全盛期に、陰部を剃毛していたことからヘアを剃った天使と呼ばれていた（『Memorial』の表紙より）。

## 作品

### 写真集
- マドンナメイト写真集 制服の処女 ひみつの補習授業（1993年2月25日、マドンナ社）撮影:野川勇 ISBN 978-4576930077
- 河合あすか 1st写真集 Memorial（1993年6月26日、英知出版）撮影:前場輝夫
- アンティーク・ドール（1993年11月2日、海王社）撮影:伊藤隼也 ISBN 978-4877240028
- ファム・ファタール（1993年11月10日、桜桃書房）撮影:森田征義 ISBN 978-4871838757[1]
- 加納典明vs奥田瑛二 視姦（1993年12月31日、竹書房）ISBN 978-4884752705
- 女性アイドル写真集 少女物語 河合あすか 他多数（1994年6月15日、英知出版）撮影:前場輝夫

### ビデオ
- ザ・セーラー服 5 松下英美・河合あすか・渡辺由架 他（1992年12月26日、メディアステーション）
- 水曜日のシンデレラ（1994年1月16日、笠倉出版社）

## 雑誌
- Beppin 1992年8月号（巻頭）
- アップル通信 1992年10月号（表紙）
- 週刊プレイボーイ 1994年3月1日号